# Baba Is You
Baba Is You ist ein Puzzle-Videospiel. Im Mittelpunkt des Spiels steht die Manipulation von „Regeln“, die im Spielbereich durch bewegliche Kacheln mit darauf geschriebenen Wörtern dargestellt werden, um es dem Spielercharakter, normalerweise dem titelgebenden Baba, zu ermöglichen, ein bestimmtes Ziel zu erreichen.

## Spielprinzip
In jedem Level wird dem Spieler ein Ein-Bildschirm-Puzzle präsentiert, das aus verschiedenen Objekten, Charakteren und beweglichen Wortkacheln besteht. Der Spieler erhält die Kontrolle über einen oder mehrere Charaktere oder Objekte auf dem Bildschirm. Zum Beispiel kann das Ziel geändert werden, indem „IS“- und „WIN“-Blöcke verschoben werden, um sie auf ein anderes Objekt anzuwenden, und der Spieler kann durch Objekte hindurchgehen, indem er die „STOP“-Eigenschaft von ihnen entfernt. Der Spieler schließt ein Level ab, wenn ein Objekt, das Gegenstand einer „IS-YOU“-Regel ist, irgendein Objekt berührt, das Gegenstand einer „IS-WIN“-Regel ist.
Das Spiel enthält über 200 Level.

## Entwicklung
Arvi „Hempuli“ Teikari (Designer und Programmierer) schrieb auf Reddit, dass die Benennung der Charaktere Baba und Keke vom Bouba/Kiki-Effekt inspiriert sei. Das Spiel wurde ursprünglich während des Nordic Game Jam 2017 entwickelt und gewann diesen sogar. Teikari erklärte 2017, dass er plane, das vollständige Spiel im Jahr 2018 zu veröffentlichen, und stellte eine Entwicklungsversion des Titels über itch.io zur Verfügung.
Baba Is You wurde am 13. März 2019 über Steam für Microsoft Windows, Linux und macOS sowie für Nintendo Switch veröffentlicht. Neben der Programmierung des Spiels komponierte Teikari auch den Soundtrack mit OpenMPT. Kurz vor der Veröffentlichung des Level-Editor-Updates veröffentlichte er die Musikprojektdateien über den offiziellen Twitter-Account von Baba Is You.

## Rezeption
Die PC-Version hält bei Metacritic eine Durchschnittswertung von 87.
Ein kritisierter Aspekt des Spiels ist sein Schwierigkeitsgrad. Game Informer äußerte sich unzufrieden mit der Überkomplikation, die sich aus der Zusammensetzung von Variablen in späteren Phasen des Spiels ergibt, was oft zu einem „anstrengenden und unbefriedigenden“ Gameplay führe.

„Je tiefer man ins Spiel einsteigt, desto mehr »traut« man sich auch und experimentiert wild herum. Eine Spielzeitangabe ist bei Baba Is You schwierig.“

PC Games lobte, dass die ersten Level ohne Tutorial in das clevere Spielkonzept einführen und zugleich schon mit tollen Ideen überraschen. Sowohl PC Games als auch 4Players loben das innovative Spielkonzept.

„Schon lange hat mich kein Puzzle-Spiel mehr zugleich so sehr gequält und begeistert.“

Baba Is You wurde bei den Golden Joystick Awards 2019 als „Bestes Indie-Spiel“ nominiert. Auf der Tokyo Game Show 2020 gewann das Spiel den „Game Designers Award“.